# Camp Warehouse
 (novembre 2024).
Le Camp Warehouse était le quartier général tactique de la Force internationale d'assistance et de sécurité de Kaboul, en Afghanistan. Il se trouve à 10 km à l'est de Kaboul.
Le camp construit en 2002 se chargeait de l'aspect opérationnel de la mission et commandait trois groupes-bataillons : l'un était dirigé par la Norvège, et les deux autres, qui comptent des militaires de différents pays, étaient conduits par l'Allemagne et la France.